# Tirésias Simon-Sam

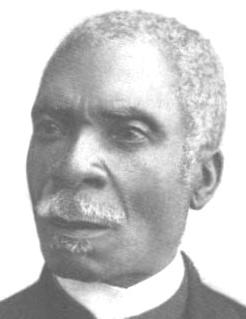
Tirésias Simon Sam

Paul Tirésias Augustin Antoine Simon-Sam (* 15. Mai 1835 in Grand-Rivière-du-Nord; † 1916 in Haiti) war ein haitianischer Politiker und Präsident von Haiti.

## Biografie

### Militärische und politische Laufbahn
Simon-Sam absolvierte nach der Schulausbildung zunächst eine militärische Ausbildung, die schließlich zum Aufstieg zum General führte.
Später begann er eine politische Laufbahn, in deren Verlauf er 1887 zunächst Kriegsminister während der Präsidentschaft von Lysius Salomon wurde.
Im Oktober 1889 wurde er Kriegsminister und Marineminister in der Regierung von Präsident Florvil Hyppolite. Nach dessen plötzlichem Tod gehörte er neben Tancrède Auguste und Solon Ménos als Mitglied des Rates der Staatssekretäre (Conseil des Secrétaires d'État) vom 24. bis zum 31. März 1896 der provisorischen Regierung an.

### Präsident 1896 bis 1902
Am 31. März 1896 wurde er als Nachfolger von Hyppolite mit Unterstützung aller Parteien zum Präsidenten von Haiti für eine Amtszeit von sieben Jahren gewählt und am 1. April 1896 als Präsident vereidigt.

#### Die Lüders-Affäre
Eines der wichtigsten Ereignisse seiner Präsidentschaft war die Lüders-Affäre, die zum Verlust seines vorherigen Ansehens bei den Parteien führte.
Emil Lüders (Émile Luders) war ein Staatsangehöriger des Deutschen Kaiserreichs, der in eine Schlägerei mit der Polizei nach der Verhaftung eines seiner Protégés verwickelt war.
Am 21. September 1897 wurde Dorléus Présumé wegen eines Bagatelldiebstahls von der Polizei von Port-au-Prince vor seinem Arbeitsplatz, den Zentralen Pferdeställen (Les Écuries Centrales), verhaftet. Direktor der Pferdeställe war Emil Lüders, der Sohn eines deutschen Vaters und einer haitianischen Mutter. Nachdem Présumé sein Mitkommen mit der Polizei abgelehnt hatte, wurde er verhaftet und leistete Widerstand. Während dieser Ereignisse kam Lüders hinzu und beteiligte sich an Présumés Widerstand gegen die Polizei. Ein Polizeigericht verurteilte Lüders und Présumé daraufhin wegen Schlägerei und Körperverletzung zu einem Monat Freiheitsstrafe. Ihre Berufung beim Strafgericht führte nicht zu ihrer Freilassung, sondern vielmehr dazu, dass beide durch Urteil vom 14. Oktober 1897 zusätzlich wegen des Widerstands gegen die Staatsgewalt zu einer Freiheitsstrafe von einem Jahr verurteilt wurden. Obwohl Lüders bereits wegen Gewalt gegen einen Soldaten 1894 zu einer Haftstrafe von sechs Tagen verurteilt wurde und auch mehrere Zeugen, darunter zwei Franzosen, ein Deutscher und ein Engländer seine Beteiligung an der Schlägerei mit den Polizeibeamten bestätigten, trat die deutsche Auslandsvertretung zu Gunsten von Lüders ein.
Am 17. Oktober 1897 sprach der damalige deutsche Geschäftsträger Graf Schwerin beim Präsidialamt vor und verlangte formell die Freilassung von Lüders sowie die Ablösung der Richter des Strafgerichts und der Polizeibeamten. Er behauptete, dass das Urteil gegen Lüders durch Fremdenhass bestimmt sei. Zudem erdreistete sich Schwerin, unter Umgehung des haitianischen Außenministers unmittelbar bei Präsident Simon-Sam vorzusprechen. Erstaunt über dieses Vorgehen des deutschen Geschäftsträgers, das nicht den internationalen Gepflogenheiten entsprach, lehnte Präsident Simon-Sam ein Befassen mit der Angelegenheit ab. Graf Schwerins Haltung wurde jedoch auch vom US-amerikanischen Gesandten aufgenommen, der am 21. Oktober in einem Brief an die haitianische Regierung die Freilassung von Lüders als Höflichkeit gegenüber den USA erbat. Simon-Sam entsprach bereits einen Tag darauf dieser Bitte und sprach einen Gnadenerlass aus, so dass Lüders Haiti verlassen konnte.
Trotz dieser Begnadigung legten am 6. Dezember 1897 zwei deutsche Kriegsschiffe, die Kreuzerkorvette Charlotte und die Kreuzerfregatte Stein, im Hafen von Port-au-Prince an. Kapitän Thiele, der Kommandant der Charlotte, verlangte unmittelbar darauf die Zahlung von Schadensersatz in Höhe von 20.000 US-Dollar an Lüders, die Gestattung seiner Wiedereinreise nach Haiti, eine Entschuldigung bei der Reichsregierung unter Reichskanzler Chlodwig zu Hohenlohe-Schillingsfürst und das Abfeuern von 21 Schuss Salut zu Ehren der Nationalflagge des Deutschen Kaiserreiches binnen eines Ultimatums von vier Stunden.
Die Stimmung in der Hauptstadt war spannungsgeladen. Die Stadtbevölkerung, die hoch erbost über das selbstherrliche Verlangen der Deutschen war, war entschlossen sich selbst zu verteidigen, falls Port-au-Prince bombardiert werden sollte. Die Bürger stellten Schwerin in eine Reihe mit den Generalkonsuln des Vereinigten Königreichs Großbritannien und Irland und Frankreichs, die als „Kanonenkonsuln“ berüchtigt waren. Die diplomatischen Vertreter der ausländischen Staaten nutzen jedes in ihrer Macht stehende Mittel, um Präsident Simon-Sam zum Einlenken zu bewegen. Unfähig gegen die deutschen Kriegsschiffe vorzugehen, war Simon-Sam letztlich gezwungen den deutschen Forderungen nachzugeben. Dieses Nachgeben verletzte jedoch die haitianische nationale Selbstachtung (Amour propre).
Als es fast zwei Jahre später die Kreuzerkorvette Nixe unter dem Kommando von Kapitän Max von Basse anlegte, gab es zunächst Befürchtungen einer erneuten Krise, da es zu der Zeit wieder einen Prozess gegen einen deutschen Staatsangehörigen gab.
In einem anderen Fall kam es jedoch zur Ausweisung einer französischen Staatsangehörigen aufgrund eines Streits mit der Frau des Präsidenten wegen eines Sitzplatzes in der Kathedrale von Port-au-Prince während der Osterprozession. Eine Intervention der französischen Gesandtschaft blieb in diesem Fall erfolglos.

#### Sonstige Ereignisse und Ende der Amtszeit
Als Präsident hatte er zunächst kein eigenes Programm, sondern setzte die von seinem Vorgänger begonnenen Projekte fort. Zur Beseitigung der bereits bestehenden Finanzkrise berief er die beiden einflussreichen Politiker Anténor Firmin und Ménos in seine Regierung. Später berief er auch Auguste zum Innenminister in seine Regierung.
Nach Firmins Rücktritt als Minister wurde schlechte Kreditverträge zu hohen Zinsen abgeschlossen, die die Finanzkrise dadurch verstärkten, dass die Steuereinnahmen fast vollständig zur Bedienung der Kreditverbindlichkeiten aufgebraucht wurden. Die Konsolidierung des Kredits führte aber auch zu einer weit reichenden Bestechung, die auch den Präsidenten, seine Familie, seine Minister und ausländische Staatsangehörige betraf und letztlich zu einem Finanzchaos und einer wirtschaftlichen Katastrophe führte. Unter seiner Regierung kam es auch zur Einwanderung von Libanesen, die in Haiti Syrer genannt wurden. Deren Eröffnung von kleinen Geschäften führte zunächst zu einer Entspannung der wirtschaftlichen Lage, allerdings verschlechterte sich diese noch 1896 wieder durch einen Preisverfall für Kaffee im Welthandel.
Wie bereits seiner Vorgänger widmete sich Präsident Simon-Sam aber trotz der wirtschaftlichen Schwierigkeiten auch dem Bau von öffentlichen Versorgungseinrichtungen. Neben dem Bau eines neuen Justizpalastes in Port-au-Prince wurde auch mit der Eisenbahnstrecke zwischen der Hauptstadt und dem See Étang Saumatre sowie seiner Geburtsstadt Grand Rivière du Nord und Cap-Haitien im Norden Haitis. Ferner wurde durch fünf Haitianer die Schule für angewandte Studien (École des Sciences Appliqués) gegründet, um sich der Ausbildung von jungen Ingenieuren und Architekten zu widmen.
Trotz der innenpolitischen Schwierigkeiten kam es 1898 zu einem Fest anlässlich seines zweijährigen Amtsjubiläums.
Außenpolitisch kam es 1900 zum Abschluss eines Gegenseitigkeitsvertrages mit Frankreich und 1902 eines Einbürgerungsabkommens mit den USA.
Zwischenzeitlich kam es immer wieder zu Diskussionen in Tageszeitungen über die Dauer der Amtszeit des Präsidenten. Das Dekret der Nationalversammlung hatte nach seiner Wahl am 31. März 1896 fälschlicherweise das Ende der Amtszeit auf den 15. Mai 1903 festgelegt. Gemäß Artikel 93 der damaligen Verfassung Haitis wird in Fällen des Todes, des Rücktritts oder der Absetzung des Präsidenten dessen Nachfolger für sieben Jahre ernannt und seine Amtszeit endet immer am 15. Mai, auch wenn das siebte Jahr der Präsidentschaft noch nicht beendet ist. Aufgrund dieser verfassungsrechtlichen Regelung, die auf ihn zutraf, erklärte Präsident Simon-Sam zur Vermeidung von Missverständnissen am 12. Mai 1902 drei Tage vor Ablauf der verfassungsmäßigen Amtszeit gegenüber der Nationalversammlung seinen Rücktritt.
Über seine Nachfolge entstand zunächst Streit. Während Simon-Sam selbst erfolglos für Maxi Mont-Plaisir eintrat, sprach sich die Mehrheit der Deputiertenkammer für den früheren Minister Simon-Sams, Cincinnatus Leconte, aus. Im Norden Haitis sprach die Stimmung jedoch für Antenor Firmin als neuen Präsidenten.
Nachfolger wurde schließlich zunächst eine provisorische Regierung unter dem früheren Präsidenten Pierre Théoma Boisrond-Canal.
Nach seinem Rücktritt ging er ins Exil nach Frankreich und kehrte erst 1914 nach Haiti zurück, wo er zwei Jahre später verstarb. Dabei erlebte er auch die kurzzeitige Präsidentschaft seines Sohnes Jean Vilbrun Guillaume Sam von Februar bis Juli 1916 und dessen Ermordung durch eine aufgebrachte Menschenmenge unmittelbar vor der Invasion der United States Marines.